# Partido Comunista Peruano (Marxista-Leninista)
El Partido Comunista Peruano (Marxista-Leninista) (PCP-ML), anteriormente conocido como Bandera Roja, es un partido comunista en Perú surgido en 1964 tras una escisión en el Partido Comunista Peruano, bajo el nombre Partido Comunista Peruano - Bandera Roja (PCP-BR). Aunque sigue considerando a José Carlos Mariátegui como su fundador en 1928. 

## Historia
Inicialmente del lado con la China y del maoísmo en la Ruptura sino-soviética, el partido estaba dirigido por Saturnino Paredes, José Sotomayor y el futuro fundador de Sendero Luminoso, Abimael Guzmán. Debido a discrepancias internas entre estos tres, el partido sufrió varias expulsiones de sus miembros. Tras la expulsión de Sotomayor y Guzmán en 1969, el partido sufre dos escisiones: la facción "Patria Roja", la cual se separa y crea un nuevo partido político, el Partido Comunista del Perú - Patria Roja, y la facción maoísta que aun quedaba en el PCP-BR, la cual formó el Partido Comunista del Perú - Sendero Luminoso. Tras estos hechos, el PCP-BR cambió de nombre a Partido Comunista Peruano (Marxista-Leninista) y se alineó con el Partido del Trabajo de Albania, fruto de la Ruptura sino-albanesa. Sin embargo, debido a las expulsiones mutuas en la organización y a los golpes que sufrió durante el conflicto armado 1980-2000, el nuevo PCP (ML) perdió mucha influencia en la izquierda peruana.
Cabe recordarse una reunión de una delegación peruana con el marxista-leninista albanés Enver Hoxha en 1969, una advertencia sobre una necesaria lucha contra el revisionismo cubano en su expresión guevarista, su acción armada mediante las guerrillas bajo influencia del foquismo, a las cuales denunciaba como «anarquistas» y «aventureros», un peligro para la lucha de la organización de la clase obrera y el desarrollo de la revolución proletaria.
En 1969, el PCP (M-L) dirigió los levantamientos en Huanta y Huamanga a través del Frente de Defensa de Ayacucho dirigida por Máximo Cárdenas en la defensa de la gratuidad de la enseñanza. Participó en los paros de 1977 y 1978; y, mediante la lista del FOCEP participó en la Asamblea Constituyente de 1978. Tuvo también influencia en la Huelga Minera de 1988.
Actualmente es dirigida por su secretario general, Nilo Candela. Llegando a estrechar muy buenas relaciones con otros partidos comunistas como el Partido Comunista de Albania, el Partido Comunista de Brasil, el Partido Comunista de Brasil (Fracción Roja) y el Partido Comunista Marxista-Leninista del Ecuador.